# Bernardo Brito
Bernardo Brito Pérez, apodado "El Pupo" (nacido el 4 de diciembre de 1963 en San Cristóbal) es un ex jardinero izquierdo dominicano que jugó en las Grandes Ligas de Béisbol en el período 1992-1995. Mientras que tuvo una exitosa carrera de ligas menores, llegando a 299 jonrones y jugó en tres juegos de estrellas de liga menor a lo largo de 15 temporadas, sólo jugó en 40 partidos en las Grandes Ligas con los Mellizos de Minnesota.
Tras su liberación por parte de los Mellizos a mitad de temporada en 1995, Brito llevó su talento a Japón, donde firmó con los Nippon Ham Fighters y pasó el resto de 1995 (bateando 21 jonrones en 56 juegos) y todos los de la temporada 1996. Brito fue elegido para el equipo All-Star de la Pacific League en 1996.
Dejado libre, junto con Rob Ducey, por los Nippon Ham Fighters después de la temporada 1996, Brito concluyó su carrera en el béisbol profesional en 1998 con los Sioux Falls Canaries de la liga independiente American Association. Brito comenzó la temporada como bateador  designado del equipo, pero optó por retirarse como jugador y terminó la temporada como entrenador de bateo de los Canaries. También jugó con los Tigres del Licey en la Liga Dominicana, donde era conocido por su gran poder de bateo.

## Trivia
- En la Liga Dominicana, posee el récord negativo de más ponches 1985-86 (54), 1986-87 (47), 1990-91 (55) y 1994-95 (46). Además el récord de más ponches en una temporada con 55 en la campaña 1990-91.
- Tiene el liderato en la Liga Dominicana de remolcadas en dos temporadas consecutivas 1989-90 (38) y 1990-91 (31).